# أوسكار غامبل
أوسكار غامبل (بالإنجليزية: Oscar Gamble)‏ هو لاعب كرة قاعدة أمريكي، ولد في 20 ديسمبر 1949 في Ramer, Alabama ‏ في الولايات المتحدة، وتوفي في 31 يناير 2018 في برمنغهام في الولايات المتحدة بسبب سرطان الحنجرة.

## وصلات خارجية
- أوسكار غامبل على موقع دوري كرة القاعدة الرئيسي (الإنجليزية)
- أوسكار غامبل على موقعبيزبول رفرنس.كوم (الدوري الرئيسي) (الإنجليزية)
- أوسكار غامبل على موقعبيزبول رفرنس.كوم (الدوري الثانوي) (الإنجليزية)
- أوسكار غامبل على موقع إي إس بي إن.كوم (أم.أل.بي) (الإنجليزية)
- أوسكار غامبل على موقع مشجعي الرسوم البيانية (الإنجليزية)